# Onchocalanus steueri
Onchocalanus steueri är en kräftdjursart som beskrevs av Otto Pesta 1920. Onchocalanus steueri ingår i släktet Onchocalanus och familjen Phaennidae. Inga underarter finns listade i Catalogue of Life.